# Boissei-la-Lande
Boissei-la-Lande – miejscowość i gmina we Francji, w regionie Normandia, w departamencie Orne.
Według danych na rok 1990 gminę zamieszkiwały 104 osoby, a gęstość zaludnienia wynosiła 15 osób/km² (wśród 1815 gmin Dolnej Normandii Boissei-la-Lande plasuje się na 782. miejscu pod względem liczby ludności, natomiast pod względem powierzchni na miejscu 722.).